# Fedotovia uzbekistanica
Fedotovia uzbekistanica är en spindelart som beskrevs av Dmitry Evstratievich Kharitonov 1946. Fedotovia uzbekistanica ingår i släktet Fedotovia och familjen plattbuksspindlar. Inga underarter finns listade i Catalogue of Life.